# 大梵天王問仏決疑経
『大梵天王問仏決疑経』（だいぼんてんのうもんぶつけつぎきょう）は、2巻本と1巻本が現存するが偽経とされている。道元が痛烈な非難をあびせたことで知られる1188年完成の『人天眼目』「宗門雜録」中に「偶見大梵天王問佛決疑經三卷」と記述があり、嘗ては3巻本『大梵天王問佛決疑經』があったことを窺わせるが残存していない。木村俊彦は『大梵天王問佛決疑經』が11世紀半ばに製作されたと推測している。

## 概要
現存する2巻本、1巻本ともに「拈華微笑」説話を含んでおり、また『人天眼目』「宗門雜録」にある王荊公の話が『大梵天王問仏決疑経』「拈華微笑」説話出典説とともに受容されてきた。3巻本に関しては、『人天眼目』の言及以外に情報がなく、実在したのどうかも問題となっている。
靑龍虎法（駒澤大学）は、1941年の論文に、「『傳法正宗記』開版頃活躍して居た王荊公（1086寂）が靈山拈華密付の經證として大梵天王問佛決疑經を被見したと云ふ事が人天眼目（1188）や佛祖統紀（1269）等に説かれてゐるが、この經は禪の傳燈書では全く問題にされてゐないし、既に史家からは僞經とされてゐるから玆では採り上げないが、若しこの經がこの時代に存したと假定すれば恐らくは當事禪林に傳へられて居た靈山密付説や廣燈録のそれに經證を與へんとした僞作たるに相違ないであらう。」とあり、『大梵天王問佛決疑經三卷』は偽經に相違ないと指摘している。
木村俊彦は無著道忠『禪林象器箋』（1744年）の記事を根拠に、すなわち『人天眼目』「宗門雜録」にある「此の經は多く帝王の佛に事えて請問せしむるを談ず。所以に祕藏して世に聞く者無し」。及び『人天眼目』「宗門雜録」が完成した1188年前後の北宋の皇帝は2代太宗から9代欽宗、さらに南宋の初代高宗まで名に『宗』字があり、諱として大蔵経に入れられなかった。かくて「世尊拈花」の史伝は実在して煙滅した『大梵天王問佛決疑經』に由来すると示唆している。
2巻本 巻上の冒頭には、末尾に「無著謹誌」と署名された10か条の「大梵天王問佛決疑經凡例」がある。その3番目の条に「斯の經の出處は、分明に説くを敢えてせ不。蓋し予に付せる人の秘蔵せるを以ての故に、深く来歴を説くを誡む。讀む人は穿鑿を加えること毋かれ。」、また5番目の条に「斯の經の傳寫、譯人之名を失す。之を怪しむこと莫かれ。」等。これらを書いた無著については巻下の大尾にある識語の筆者だが伝記等詳細は不明である。
禅宗の灯史は、屡々その始まりを示すものとしてよく知られる「拈華微笑」説話を掲げるが、その典拠として『大梵天王問仏決疑経』を挙げているものが散見される。例えば1004年に朝廷に上程された『景徳伝灯録』には、「拈華微笑」説話が見られないが、1228年刊の佚存書『無門関』の第6則は一般に『大梵天王問仏決疑経』が典拠であり、その裏付けとして『人天眼目』があったとされる。しかし『人天眼目』刊行以前の、1183年成立の『聯灯会要』も「拈華微笑」説話を載せている。
石井修道は、『無門関』の第6則の出典は『大梵天王問仏決疑経』ではなく、1093年の『宗門統要集』巻1「釈迦文仏章」であると断言している。
以上は、『大梵天王問仏決疑経』3巻本についてのものであるが、2巻本については、中国ではなく日本撰述説がある。面山瑞方は江戸時代中期の曹洞宗の僧であるが、『大梵天王問仏決疑経』日本撰述説を説いた。1766年の著書『大智禅師偈頌聞解』巻上（全3巻）に「コノ題ハ、『結夏録』ノ粘華瞬目ノ普説ニ、古証ヲ引テ邪計ヲ破ス。大切ナ宗門ノ妙則ヲ、中古カラ邪解スル師家多シ。総ジテ瞬目ノ二字ナキハ邪解トシルベシ。『大梵天王問仏決疑経』モ、支那ニ風説バカリ。題号ハアリテ経ハナシ。王荊公ガ見タト「宗門雑録」ニアルモ、禅林ノ妄説ヨ。日本ニコノ経アルハ、洞家ノ僧ノ偽作ナリ。教外別伝ノアヤマリハ、『宝慶記』ニテ委悉スベシ。云々」と、曹洞宗僧による偽作説を説いているが、その根拠は記されていない。
諦忍律師妙龍も江戸時代中期の真言律宗の僧であるが、遷化半年前の空華老人名義による著作『空華談叢 巻之二』「偽経」に、『延命地蔵経』『虚空蔵経』『三身寿量無辺経』『血盆経』『因果経』『随求経』『不動経』『大梵天王問仏決疑経』の名をあげ、「皆是 中古日本人ノ所造ナリ。凡ソ汗牛充棟ノ真経真軌五千余巻アルニ、何ンノ不足アリテカ若ル偽経ヲ作リテ世ヲ迷スヤ。誠ニ悲シキ事ナリ」と、偽造であると判定するが、面山瑞方と同じく根拠は記されていない。
明治38年になって、忽滑谷快天が面山瑞方・諦忍律師妙龍の日本撰述説の欠如を補うべく研究を進めたが、これは2巻本についてのもので、1巻本『大梵天王問佛決疑經』及び1巻本と2巻本の関係については触れていない。石井修道は1巻本の記述を分析し、内容が密教色を強く帯びていることを見出し、『人天眼目』が撰述された時代の看話禅と相容れないことを指摘し、積極的に中国撰述ということの根拠は見いだせないと述べている。

## 注・出典
1. ↑  卍新纂大日本續藏經に収録されており、台湾のCBETA 漢文大藏經に電子テキストがあり閲覧可能である。1巻本／X01n0027 大梵天王問佛決疑經 、2巻本／X01n0026 大梵天王問佛決疑經 。
2. ↑  椎名宏雄「高麗版『人天眼目』とその資料」駒澤大学仏教学部研究紀要44 p.325-359, 1986-03 pdf p.325>
3. ↑  六巻 大正蔵48巻、続蔵経2-18。大慧下四世、晦巌智昭編纂。臨済、雲門、曹洞、潙仰、法眼の五家の宗旨の綱要書。序末尾に「宋淳熙戊申季冬越山晦巖智昭序」とある。（T2006_.48.0300a19）
4. ↑  『関山慧玄の遺誡と公案』印度學佛教學研究 2019年 68巻 1号 p. 100-107 pdf p.106上
5. ↑   王荊公佛慧泉禪師に問て云く。「禪家謂う所の世尊拈花、何れの典に出在するや」。泉云く。「藏經に亦た載せ不」。公曰く。「余この頃翰苑に在りて、『大梵天王問佛決疑經三卷』を偶見す。因に之を閲するに、經文に載する所甚だ詳し。梵王靈山に至り、金色の波羅花を以て佛に獻ず。身を舍てて床座と爲し、佛に衆生の爲に法を説くことを請う。世尊は座に登りて花を拈じて衆に示す。人天の百萬、悉く皆な措くこと罔し。獨り金色の頭陀のみ有りて、破顏微笑す。世尊云く『吾に正法眼藏・涅槃妙心・實相無相有り。摩訶大迦葉に分付す』。此の經は多く帝王の佛に事えて請問せしむるを談ず。所以に祕藏して世に聞く者無し」。（『人天眼目卷之五 宗門雜録』拈花の条） (SATデータベース No. 2006 Vol.48 :（T2006_.48.0325b02-14） 中国語版ウィキソースに本記事に関連した原文があります：人天眼目/卷005
6. 1 2  石井修道「『大梵天王問仏決疑経』をめぐって」駒澤大学佛教学部論集 31 p.187-224, 2000-10 pdf p.189下
7. ↑  雲門下五世、仏日契嵩著。嘉祐六年（1061）に成り、翌年に 仁宗入蔵勅許の禅宗史伝書の一。過去七仏から東土六祖に至る禅宗伝灯相承説を論定し、『出三蔵記集』『宝林伝』『続法記』などを根拠として、『付法蔵因縁伝』『続高僧伝』および『宋高僧伝』等の禅宗非難に対抗したもの。
8. ↑  『拈華微笑相承説の歴史的開展』 駒澤大学学報11 1941-10 p.68-69 pdf p.45-86
9. ↑    - キムラシュンゲン 1940年生、四天王寺大学名誉教授（2011年4月 -）
10. ↑  国立国会図書館デジタルコレクション 明治42年 貝葉書院[ https://dl.ndl.go.jp/pid/823268 影印]
11. ↑  『禪林象器箋 第五類 靈像門 拈華釋迦』CBETA 線上閱讀「『山菴雜録*』云く」として「或いは曰く、金陵の王丞相が秘省に於て『梵王決疑経』を得て之を閲するに此の語有り。諱を避くる所有るが故に、経は蔵に入れずと」、また「近ごろ翰林の宋公が余の為に応酬録を叙して亦曰く、予が『大梵天王問仏決疑経』を観るに、所載の「拈花」云々は宋公が既に親しく之を観れば則ち此の経は必ず世に有て、或る者が世を詆て以って妄と為す、と。前に云う避くる所の諱有りて大蔵経に入れずとの斯の言や尽せり」 *怒中無慍（1309-86）編。当代の禅宗の逸話を集録したもの。
12. ↑  木村俊彦『世尊拈花の話則と正法山妙心禅寺―付・「大灯国師遺誡」の原典―』印度學佛教學研究 2017年 66巻 1号 p. 94-100 pdf ｐ97-98
13. ↑  斯經出處。不敢分明説。蓋付予人。以秘藏故。深誡説來歷。讀人毋加穿鑿。
14. ↑  斯經傳寫。失譯人之名。莫怪之。
15. ↑  六 世尊拈花 「世尊昔在霊山會上、拈華示衆。是時衆皆黙然。惟迦葉尊者破顔微笑。世尊云、吾有正法眼藏涅槃妙心實相無相微妙法門。不立文字教外別傳、付嘱摩訶迦葉。」 中国語版ウィキソースに本記事に関連した原文があります：無門關
16. ↑   CBETA 電子佛典集成 » 卍續藏 (X) » 第 79 冊 » No.1557（0014a04 - 0014a06）『聯燈會要卷第一』見在賢劫。第四尊。釋迦牟尼佛「世尊一日陞座。大衆集定。迦葉白槌云。世尊説法竟。世尊便下座。世尊在靈山會上。拈花示衆。衆皆默然。唯迦葉破顏微笑。世尊云。吾有正法眼藏。涅槃妙心。實相無相。微妙法門。不立文字。教外別傳。付囑摩訶迦葉。」
17. ↑  建康沙門宗永編。代表的な公案と拈古の集成。宋元版は中国に残存しないが、日本には複数の現存が確認されている。
18. ↑  Śākya-muniの音写
19. ↑  石井修道「『大梵天王問仏決疑経』をめぐって」p.190上
20. ↑  全文：「拈花話　世尊拈出一枝花。迦葉無端眼著沙。四七二三傳寐語青天白日悞人多。コノ題ハ『結夏録』ノ粘華瞬目ノ普説ニ古證ヲ引テ邪計ヲ破ス大切ナ宗門ノ玅則ヲ中古カラ邪解スル師家多シ。総ジテ瞬目ノ二字ナキハ邪解トシルベシ。『大梵天王問佛決疑經』モ、支那ニ風説バカリ。題号ハアリテ経ハナシ。王荊公ガ見タト『宗門雑録』ニアルモ、禅林ノ妄説ヨ。日本ニコノ經アルハ、洞家ノ僧ノ偽作ナリ。教外別伝ノアヤマリハ、『寚慶記』ニテ委悉スベシ。コノ頌ハ句句ニ背ヲ言テ表ヲ参徳ノ人ニ知ラスルナリ。一ノ句ハ題ヲ云フ。二ノ句ハ迦葉ノ見ラレタト云ガ具足ノ活眼ニ土砂ヲ打込ンデ盲目トナラレタ。ソレカラ目ガサメズニ寐語ヲイワレタ。ソレカラソノ寐語ガ始リテ西天二十八代モ東土ノ六代モ傳授メサレタ。ユヘニ少モ曇モナキ青天ノ赫赫タル白日ニ目がミへズニ一盲が衆盲ヲ引テアラヌ處ニツレ込ム羊成タト結フ。底意ハ最初ノ翳晴術ト云ト同意。表カラ表ヲ見レバ凡見ニナル。背カラ表ヲ見レバ表裡一如ニナル。色即是空ユヘニ空即是色ナリ。一切ノ佛法ミナコノ義ノ外ハナシ。」祇陀大智禅師偈頌聞解 3巻19・20コマから転載
21. ↑  全文：「問世ニ延命地臧経 三身壽量無邉経 血盆経 因果経 隋求経 不動経 大梵天王問仏決疑経ナド云モノアリテ流布ス皆是偽作ナリト云人アリ尓リヤ否　答誠ニ尓リ偽経ナルコト疑ナシ。大藏目録ニ載ズ請来セル祖師モナシ。皆是中古日本人ノ所造ナリ。凡ソ汗牛充棟ノ真経真軌五千餘巻アルニ何ノ不足アリテカ若ル偽経ヲ作リテ世ヲ迷スヤ。誠ニ悲シキ事ナリ此事本邦ノミナラズ異邦ニモ亦盛ナリ『竹窓随筆』ニ偽経ノ辨一章アリ披キ見ルヘシ」皇都(京都)山田卯兵衛刊 天明6年（1786年）空華老人著『空華談叢 巻之二』「偽経」
22. ↑  服部法照『日本撰述偽経について』佛教文化学会紀要 1992年 1992巻 1号 p.167-190 pdf p.168
23. ↑  『禅学批判論』  鴻盟社 明38.11. 附録「大梵天王問仏決疑経に就て」107 - 119コマ 国立国会図書館デジタルコレクション 影印
24. ↑  「『大梵天王問仏決疑経』をめぐって」p.217上